# Krajná Bystrá
Krajná Bystrá est un village de Slovaquie situé dans la région de Prešov.

## Histoire
Première mention écrite du village en 1618.

## Démographie

### Évolution de la population
| Année:               | 1994. | 2004.    | 2014.    | 2024.    |
| -------------------- | ----- | -------- | -------- | -------- |
| Nombre de personnes: | 301   | 335      | 419      | 502      |
| Différence:          |       | +11,29 % | +25,07 % | +19,80 % |

| Année:               | 2023. | 2024.   |
| -------------------- | ----- | ------- |
| Nombre de personnes: | 495   | 502     |
| Différence:          |       | +1,41 % |